# Communauté de communes Épernay-Pays de Champagne
Die Communauté de communes Épernay-Pays de Champagne war ein französischer Gemeindeverband mit der Rechtsform einer Communauté de communes im Département Marne in der Region Grand Est. Sie wurde am 4. April 2001 gegründet und umfasste 21 Gemeinden. Der Verwaltungssitz befand sich im Ort Épernay.

## Historische Entwicklung
Am 1. Januar 2017 wurde der Gemeindeverband mit der Communauté de communes de la Région de Vertus zur neuen Communauté d’agglomération Épernay, Coteaux et Plaine de Champagne zusammengeschlossen.

## Ehemalige Mitgliedsgemeinden
1. Avize
2. Brugny-Vaudancourt
3. Chavot-Courcourt
4. Chouilly
5. Cramant
6. Cuis
7. Cumières
8. Épernay
9. Flavigny
10. Grauves
11. Les Istres-et-Bury
12. Magenta
13. Mancy
14. Mardeuil
15. Monthelon
16. Morangis
17. Moussy
18. Oiry
19. Pierry
20. Plivot
21. Vinay